# Paul Williams (Rugbyspieler)
Paul B. Williams (* 22. April 1983 in Auckland, Neuseeland) ist ein neuseeländisch-samoanischer Rugby-Union-Spieler auf der Position des Schlussmanns und Außendreiviertels. Sein älterer Bruder Gavin Williams ist ebenfalls ein neuseeländisch-samoanischer Rugby-Union-Spieler. Außerdem ist er der Sohn des ehemaligen neuseeländischen Rugbynationalspielers Bryan Williams.

## Biografie
Williams ging auf die Aucklander Mount Albert Grammer School zur Schule. In seiner Jugend trat er dem Rugbyverein Ponsonby RFC bei, wie bereits zuvor sein Vater und Bruder. In den Jahren 2001 sowie 2002 konnten er und sein Bruder jeweils mit dem Ponsonby RFC die Vereinsmeisterschaft der Auckland RFU, den sogenannten Gallaher Shield gewinnen.
Obwohl er noch kein einziges Spiel in der neuseeländischen Rugbymeisterschaft (NPC) mit der Auckland RFU absolviert hatte, wurde er im Jahr 2003 als 19-Jähriger von der neuseeländischen Franchise Highlanders, die in der internationalen Super-Rugby-Liga spielt, gedraftet. Bei seinem sechsten Einsatz brach er sich jedoch ein Bein. Dies war der Beginn einer dreijährigen Odyssee, da seine Verletzung nicht richtig verheilte und sich auch noch entzündete.
Nach einer Operation kam er Ende 2003 als wiederholtes Draft in den Kader der Highlanders für die Saison 2004. Kurz vor Beginn der Saison wurde er aber wieder aus dem Kader gestrichen, da die Verletzung doch nicht ausgeheilt war. Im August 2004 unterzog er sich deshalb einer erneuten Operation an seinem Bein, weshalb er erst im Februar 2005 sein erstes offizielles Rugbyspiel seit 22. Monaten absolvieren konnte. Er spielte drei Spiele für die Zweite Mannschaft der Blues und drei Spiele für den Ponsonby RFC, der am Ende der Club-Saison den Gallaher Shield gewann. Nach diesen Spielen traten aber wieder Probleme mit dem Bein auf, die behandelt werden mussten. Ab September 2005 spielte er fünf Spiele für die Zweite Mannschaft der Auckland RFU am Ende ihrer Saison. Danach kam er als Draft wieder in den Kader der Highlanders für die Saison 2006. Doch auch diesmal wurde er kurz vor der Saison erneut aus dem Kader gestrichen, da sich sein Bein entzündet hatte.
Im Juni 2006 wechselte er, nachdem sein Bein endgültig verheilt war, vom Ponsonby RFC und der Auckland RFU zum Christchurcher Verein Marist Albion RC und zur Canterbury RFU. Mit Canterbury, das 2006 bis ins Viertelfinale der neuseeländischen Meisterschaft kam, bestritt er vier Spiele. Es waren seine ersten Pflichtspiele auf diesem Niveau seit drei Jahren. 2007 war er im Kader der Super-Rugby-Mannschaft Crusaders, für die er jedoch kein einziges Mal auflief. Dafür bestritt er im späteren Verlauf des Jahres mit Canterbury alle Saisonspiele in der neuseeländischen Meisterschaft und erreichte mit der Provinz das Halbfinale.
2008 wechselte er von den Crusaders zu den Highlanders zurück, bei denen er eine starke Saison spielte. Außerdem wurde er mit Canterbury im selben Jahr neuseeländischer Rugbymeister. Nach diesem Erfolg wechselte er vom Marist Albion RC und der Canterbury RFU zum Ponsonby RFC und der Auckland RFU zurück. Des Weiteren wechselte er im Super Rugby von den Highlanders zu den Blues. Aufgrund seiner Leistungen wurde er im Jahr 2009 zum Aucklander Spieler des Jahres gekürt.  
Nach der Super-Rugby-Saison 2010 ging er zum englischen Verein Sale Sharks, der in der English Premiership und im European Challenge Cup spielt, nachdem er im selben Jahr für die samoanische Nationalmannschaft nominiert wurde. Da er samoanische Großeltern hat und für Neuseeland noch kein A-Länderspiel absolviert hatte, war er laut den Statuten des Weltverbandes IRB für Samoa spielberechtigt. Sein Bruder Gavin spielt bereits seit 2007 für Samoa.
Williams gewann mit Samoa den Pacific Nations Cup 2010 und nahm mit der Nationalmannschaft ein Jahr später an der Rugby-Union-Weltmeisterschaft 2011 in seiner Heimat Neuseeland teil, wo sie jedoch bereits in der Gruppenphase ausschieden.
Nach der Weltmeisterschaft wechselte er 2011 von Sale zum Pariser Verein Stade Français in die französische Top 14.